# Jakub Wajda
Jakub Wajda (ur. 27 lipca 1900 w Szarowie, zm. wiosną 1940 w Charkowie – kapitan piechoty Wojska Polskiego, kawaler Orderu Virtuti Militari, ofiara zbrodni katyńskiej.

## Życiorys
Pochodził z rodziny chłopskiej. Był synem Kazimierza syna Franciszka Waydy i Anny z Lisowskich. Żonaty z nauczycielką, Anielą z domu Białowąs (1901–1950), był ojcem Andrzeja i Leszka.
Członek Związku Strzeleckiego, żołnierz Polskiego Korpusu Posiłkowego. W wieku 16 lat zaciągnął się do Legionów, w lutym 1918 jako żołnierz 2 pułku piechoty, internowany w Huszt, a następnie wcielony do armii austriackiej. Zdezerterował i zgłosił się do 4 pułku piechoty Legionów. Brał udział w odsieczy Lwowa. Na froncie walczył do kwietnia 1919, następnie skierowany do batalionu zapasowego 4 pp Leg. Po zakończeniu wojny od kwietnia do czerwca 1921 oddelegowany jako oficer prowiantowy wojsk powstańczych na Górny Śląsk.

W 1923 zdał maturę. Awansowany do stopnia podporucznika w 1923, a w 1924 do stopnia porucznika. Służył w Szefostwie Intendentury DOK X. Od 1925 w 38 pułku piechoty a od 1926 w 44 pułku piechoty. Awansował do stopnia kapitana w 1933, przeniesiony w marcu 1934 na stanowisko dowódcy kompanii w 72 pułku piechoty. Walczył w 72 pułku piechoty im. płka Dionizego Czachowskiego stacjonującym w Radomiu podczas wojny obronnej 1939. Po agresji ZSRR na Polskę w nieznanych okolicznościach trafił do niewoli radzieckiej. Wiosną 1940 został zamordowany przez funkcjonariuszy NKWD w Charkowie i pogrzebany w bezimiennej mogile zbiorowej w Piatichatkach, gdzie od 17 czerwca 2000 mieści się oficjalnie Cmentarz Ofiar Totalitaryzmu w Charkowie. Według danych Ośrodka Karta, dostępnych także na witrynie katedry polowej Wojska Polskiego, sporządzonych na podstawie radzieckich list wywozowych wśród przetrzymywanych oficerów było dwóch kapitanów Wajda, urodzonych w 1900 roku, więziony w Kozielsku Karol syn Stanisława, i więziony w Starobielsku Jakub. Figuruje na Liście Starobielskiej NKWD pod pozycją. 453. Grób symboliczny znajduje się na Cmentarzu Salwatorskim w Krakowie (sektor SC3-8-18).
5 października 2007 minister obrony narodowej Aleksander Szczygło mianował go pośmiertnie na stopień majora. Awans został ogłoszony 9 listopada 2007 w Warszawie, w trakcie uroczystości „Katyń Pamiętamy – Uczcijmy Pamięć Bohaterów”.

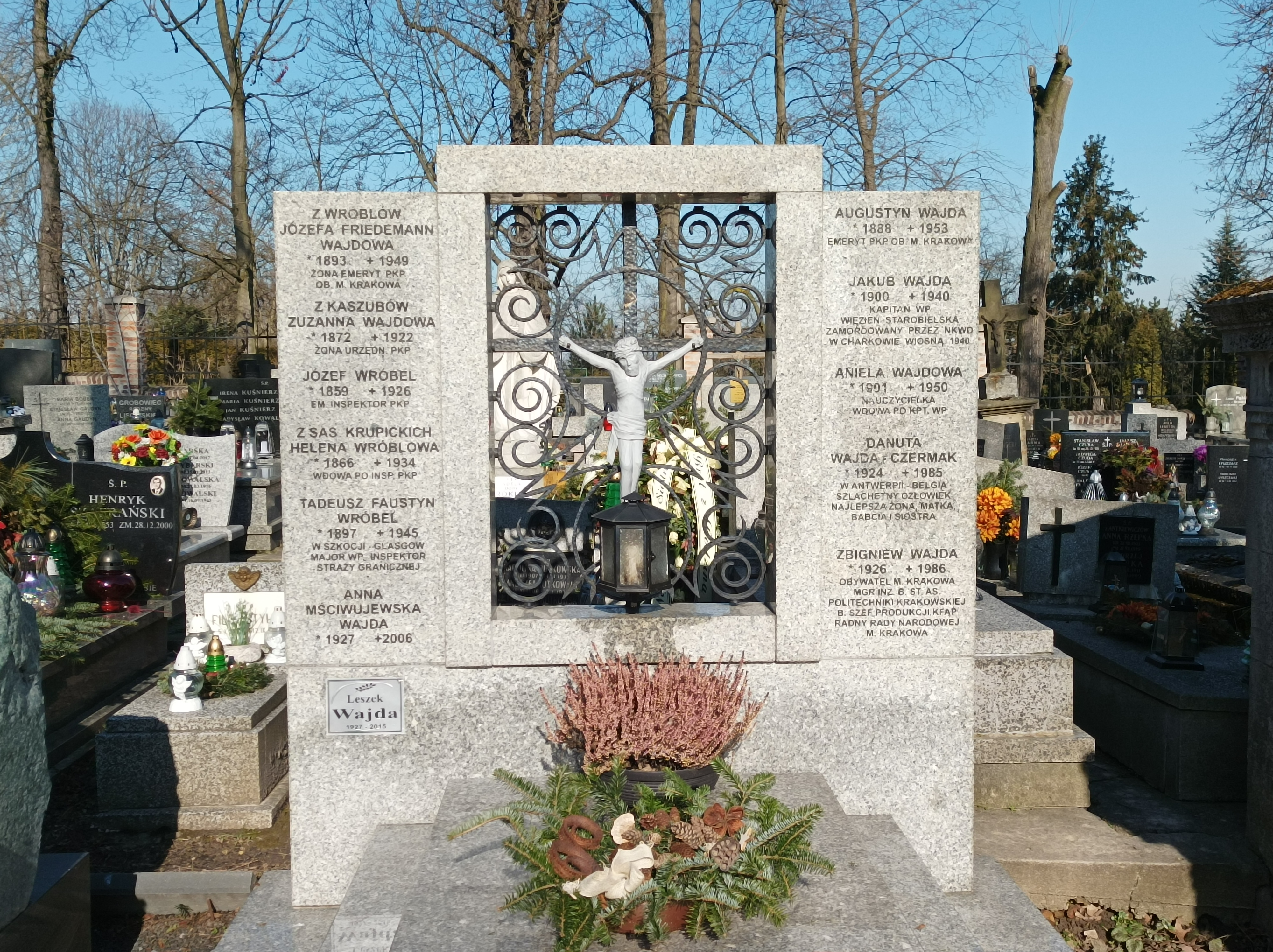
Grób symboliczny Jakuba Wajdy na Cmentarzu Salwatorskim.

## Awanse
- porucznik – zweryfikowany ze starszeństwem z dniem 1 czerwca 1921 r.
- kapitan – 1933

## Ordery i odznaczenia
- Krzyż Srebrny Orderu Virtuti Millitari nr 14254 (28 września 1939)[2]
- Srebrny Krzyż Zasługi (19 marca 1937)[16]
- Medal Pamiątkowy za Wojnę 1918–1921
- Medal Dziesięciolecia Odzyskanej Niepodległości
- Brązowy Medal za Długoletnią Służbę

## Upamiętnienia
Przy Publicznym Gimnazjum im. ks. Zdzisława Jastrzębiec Peszkowskiego w Belsku Dużym w dniu 15 kwietnia 2010 r., z okazji 70. rocznicy zbrodni katyńskiej, posadzono 6 Dębów Pamięci upamiętniających ofiary zbrodni, pochodzące z okolicznych regionów, wśród nich kpt. Jakuba Wajdę. W Radomiu na dawnym domu oficerskim, mieszczącym się przy ul. Malczewskiego, dnia 14 października 2011 r. odsłonięto pamiątkową tablicę, poświęconą kpt. Jakubowi Wajdzie. Odsłonięcia dokonali jego synowie Andrzej Wajda oraz Leszek Wajda.
Jakubowi Wajdzie został poświęcony jeden z odcinków filmowego cyklu dokumentalnego pt. Epitafia katyńskie (2010).